# هجوم القاهرة 2017
في يوم 18 يونيو 2017 لقي ضابط شرطة مصري مصرعه، وأصيب 4 آخرون في تفجير استهدف دورية أمنية بمنطقة المعادي جنوبي العاصمة المصرية القاهرة.

## التفاصيل
صرح مركز الإعلام الأمني بوزارة الداخلية المصرية أنه حوالي الساعة الواحدة من صباح يوم الأحد، وأثناء سير سيارة تابعة لقطاع الأمن المركزي تُقل مجموعة من ضباط ومجندي الأمن المركزي بطريق الأتوستراد دائرة قسم شرطة البساتين، انفجرت عبوة ناسفة كانت مزروعة على جانب الطريق وقال المركز إن الحادث أسفر عن مقتل الملازم أول علي أحمد شوقي علي عبد الخالق، وإصابة 4 آخرين: ضابط و3 مجندين وأضاف أنه تم نقل المصابين على الفور للمستشفى لتلقي العلاج، وتكثف الأجهزة الأمنية جهودها لضبط مرتكبي الواقعة.

## منفذو الهجوم
في يوم 19 يونيو 2017 أعلنت حركة متشددة تطلق على نفسها اسم حركة «سواعد مصر» (حسم) مسؤوليتها عن التفجير.

## ردود الفعل

### الدولية
- السعودية: اعربت المملكة العربية السعودية عن ادانتها واستنكارها الشديد للهجوم الذي وقع العاصمة المصرية القاهرة وأسفر عن مقتل ضابط مصري واصابه 4 أخرين.[3]